# Dolichopeza (Oropeza) subvenosa
Dolichopeza (Oropeza) subvenosa is een tweevleugelige uit de familie langpootmuggen (Tipulidae). De soort komt voor in het Nearctisch gebied.